# Liga Croata de Basquetebol de 2022-23
A Temporada da Liga Croata de 2022–23 foi a 32ª edição da competição de elite do basquetebol da Croácia tendo o KK Cibona como defensor do título croata e de sua hegemonia.  A competição é conhecida como Hrvatski telekom Premijer liga, recebendo Naming Right da gigante croata de telecomunicações.

## Clubes Participantes
| Clube             | Cidade        | Arena                             | Capacidade |
| ----------------- | ------------- | --------------------------------- | ---------- |
| Alkar             | Sinj          | Sportska dvorana Ivica Glavan Ićo | 600        |
| Bosco             | Zagreb        | Boško Božić-Pepsi Sports Hall     | 2 500      |
| Cibona            | Zagreb        | Pavilhão Drazen Petrovic          | 5 400      |
| Cedevita Junior   | Zagreb        | Dom Sportova                      | 3 500      |
| DepoLink Škrljevo | Škrljevo      | Dvorana Mavrinci                  | 720        |
| Dinamo-Zagreb     | Zagreb        | Pavilhão Drazen Petrovic          | 5 400      |
| Furnir            | Zagreb        | Pavilhão Dubrava                  | 2 000      |
| Gorica            | Velika Gorica | Pavilhão da Escola Secundária     | 1 000      |
| Split             | Split         | Arena Gripe                       | 3 500      |
| Šibenik           | Šibenik       | Pavilhão Baldekin                 | 900        |
| Zabok             | Zabok         | Pavilhão Zabok                    | 3 000      |
| Zadar             | Zadar         | Krešimir Ćosić                    | 7 997      |

## Temporada Regular

### Tabela de Classificação
| Pos. | Clube             | J  | Pt. | V  | D  | P+   | P-    | SP   | Classificação        |
| ---- | ----------------- | -- | --- | -- | -- | ---- | ----- | ---- | -------------------- |
| 1    | Cedevita Junior   | 22 | 40  | 18 | 4  | 1870 | 1634  | 236  | Playoffs             |
| 2    | Cibona            | 22 | 40  | 18 | 4  | 1964 | 1638  | 326  | Playoffs             |
| 3    | Zadar             | 22 | 40  | 18 | 4  | 1888 | 1644  | 244  | Playoffs             |
| 4    | Split             | 22 | 40  | 18 | 4  | 1951 | 1675  | 276  | Playoffs             |
| 5    | Šibenik           | 22 | 35  | 13 | 9  | 1631 | 1.622 | 9    | Playoffs             |
| 6    | Furnir            | 22 | 33  | 11 | 11 | 1714 | 1.747 | -33  | Playoffs             |
| 7    | Dinamo-Zagreb     | 22 | 30  | 8  | 14 | 1770 | 1.873 | -103 | Grupo de despromoção |
| 8    | Zabok             | 22 | 28  | 6  | 16 | 1650 | 1.823 | -173 | Grupo de despromoção |
| 9    | Alkar             | 22 | 28  | 6  | 16 | 1708 | 1883  | -175 | Grupo de despromoção |
| 10   | Bosco             | 22 | 28  | 6  | 16 | 1712 | 2.006 | -294 | Grupo de despromoção |
| 11   | Gorica            | 22 | 27  | 5  | 17 | 1714 | 1.875 | -161 | Grupo de despromoção |
| 12   | DepoLink Škrljevo | 22 | 27  | 5  | 17 | 1692 | 1844  | -152 | Grupo de despromoção |

fonte:hks-cbf.hr/standings/"HT Premijer liga 2022-23/Regularni Dio
|  |                                         |
|  | Classificados para os Playoffs          |
|  | Classificado para disputar a Repescagem |
|  | Rebaixado para a Segunda Divisão        |

### Primeira fase de grupos
| Casa\Visitante    | ALK    | BOS    | CIB    | CED   | SKR   | DIN     | DUB   | GOR    | SPL    | SIB    | ZAB    | ZAD    |
| ----------------- | ------ | ------ | ------ | ----- | ----- | ------- | ----- | ------ | ------ | ------ | ------ | ------ |
| Alkar             |        | 88-82  | 70-81  | 75-84 | 86-78 | 74-86   | 76-84 | 77-75  | 88-94  | 63-86  | 81-87  | 83-100 |
| Bosco             | 70-66  |        | 88-99  | 75-84 | 86-80 | 111-105 | 60-82 | 82-78  | 67-104 | 63-95  | 70-78  | 79-109 |
| Cibona            | 110-72 | 118-68 |        | 78-80 | 82-57 | 90-84   | 94-73 | 105-77 | 102-84 | 74-64  | 96-59  | 91-73  |
| Cedevita Junior   | 100-87 | 97-62  | 67-88  |       | 97-81 | 103-75  | 63-67 | 101-86 | 87-62  | 90-55  | 75-70  | 76-59  |
| DepoLink Škrljevo | 79-76  | 73-92  | 85-89  | 83-95 |       | 68-80   | 81-90 | 92-88  | 90-97  | 78-70  | 96-66  | 71-85  |
| Dinamo-Zagreb     | 91-83  | 107-89 | 77-71  | 86-95 | 75-68 |         | 89-84 | 51-71  | 73-88  | 89-65  | 83-107 | 87-97  |
| Furnir Dubrava    | 72-90  | 95-82  | 75-76  | 75-92 | 88-77 | 87-77   |       | 61-77  | 76-79  | 85-86  | 76-71  | 73-85  |
| Gorica            | 93-101 | 67-73  | 82-108 | 88-95 | 78-65 | 87-75   | 79-80 |        | 88-94  | 77-100 | 71-53  | 71-82  |
| Split             | 91-67  | 104-71 | 84-71  | 63-78 | 89-70 | 96-62   | 90-73 | 110-64 |        | 70-55  | 84-81  | 83-89  |
| Šibenik           | 75-59  | 81-74  | 56-87  | 60-58 | 74-55 | 78-71   | 70-78 | 100-70 | 66-92  |        | 68-57  | 77-76  |
| Zabok             | 75-80  | 94-87  | 80-86  | 68-81 | 80-91 | 82-77   | 61-65 | 91-84  | 76-109 | 74-88  |        | 70-85  |
| Zadar             | 90-66  | 97-81  | 83-68  | 91-72 | 81-76 | 79-70   | 92-71 | 79-63  | 81-84  | 82-62  | 93-70  |        |

fonte:resultados extraídos de hks-cbf.hr podendo ser conferidos em eurobasket.com/Croatia

## Segunda fase

### Grupo de Playoffs
| Pos. | Clube           | J  | Pt. | V  | D  | P+   | P-    | SP   | Classificação |
| ---- | --------------- | -- | --- | -- | -- | ---- | ----- | ---- | ------------- |
| 1    | Split           | 32 | 58  | 26 | 6  | 2822 | 2.439 | 383  | Playoffs      |
| 2    | Zadar           | 32 | 58  | 26 | 6  | 2757 | 2.361 | 396  | Playoffs      |
| 3    | Cibona          | 32 | 57  | 25 | 7  | 2817 | 2.430 | 387  | Playoffs      |
| 4    | Cedevita Junior | 32 | 54  | 22 | 10 | 2656 | 2.491 | 165  | Playoffs      |
| 5    | Šibenik         | 32 | 46  | 14 | 18 | 2325 | 2.456 | -131 | Playoffs      |
| 6    | Furnir          | 32 | 45  | 13 | 19 | 2474 | 2.616 | -142 | Playoffs      |

fonte:hks-cbf.hr/standings/"HT Premijer liga 2022-23/Liga Za Prvaka
| Casa\Visitante  | CED   | CIB    | DUB    | SIB    | SPL   | ZAD   |
| --------------- | ----- | ------ | ------ | ------ | ----- | ----- |
| Cedevita Junior |       | 93-96  | 65-100 | 86-78  | 94-87 | 78-94 |
| Cibona          | 86-73 |        | 88-86  | 84-48  | 76-81 | 75-96 |
| Furnir Dubrava  | 68-71 | 77-109 |        | 76-74  | 80-88 | 66-76 |
| Šibenik         | 70-77 | 70-86  | 107-72 |        | 53-85 | 55-78 |
| Split           | 93-82 | 75-77  | 92-68  | 101-75 |       | 85-76 |
| Zadar           | 85-67 | 93-76  | 99-67  | 89-64  | 83-84 |       |

fonte:resultados extraídos de hks-cbf.hr podendo ser conferidos em eurobasket.com/Croatia

### Grupo de despromoção
| Pos. | Clube             | J  | Pt. | V  | D  | P+   | P-    | SP   | Classificação |
| ---- | ----------------- | -- | --- | -- | -- | ---- | ----- | ---- | ------------- |
| 7    | Dinamo-Zagreb     | 32 | 47  | 15 | 17 | 2571 | 2.631 | -60  | Playoffs      |
| 8    | Bosco             | 32 | 43  | 11 | 21 | 2561 | 2.847 | -286 | Playoffs      |
| 9    | DepoLink Škrljevo | 32 | 43  | 11 | 21 | 2509 | 2.645 | -136 |               |
| 10   | Alkar             | 32 | 42  | 10 | 22 | 2581 | 2.734 | -153 |               |
| 11   | Zabok             | 32 | 42  | 10 | 22 | 2495 | 2.724 | -229 | Repescagem    |
| 12   | Gorica            | 32 | 41  | 9  | 23 | 2559 | 2.753 | -194 | Rebaixado     |

fonte:hks-cbf.hr/standings/"HT Premijer liga 2022-23/Liga Za Ostanak
| Casa\Visitante    | ALK    | BOS   | SKR   | DIN   | GOR     | ZAB     |
| ----------------- | ------ | ----- | ----- | ----- | ------- | ------- |
| Alkar             |        | 72-80 | 89-74 | 75-85 | 102-109 | 114-87  |
| Bosco             | 84-78  |       | 71-76 | 74-87 | 107-80  | 100-102 |
| DepoLink Škrljevo | 78-102 | 91-80 |       | 69-55 | 69-71   | 104-87  |
| Dinamo-Zagreb     | 99-72  | 79-80 | 70-85 |       | 79-73   | 79-75   |
| Gorica            | 92-81  | 80-96 | 83-90 | 83-84 |         | 88-93   |
| Zabok             | 63-88  | 96-77 | 93-81 | 72-84 | 77-86   |         |

fonte:resultados extraídos de hks-cbf.hr podendo ser conferidos em eurobasket.com/Croatia
| Time 1 | Soma      | Time 2  | 1º Jogo | 2º Jogo |
| ------ | --------- | ------- | ------- | ------- |
| Zabok  | 169 - 161 | Kaštela | 83 - 70 | 86 - 91 |

## Playoffs

### Confrontos

#### Quartas de final
| Time 1          | Série | Time 2        | 1º Jogo  | 2º Jogo | 3º Jogo |
| --------------- | ----- | ------------- | -------- | ------- | ------- |
| Split           | 2 - 0 | Bosco         | 104 - 55 | 92 - 91 | -       |
| Cedevita Junior | 2 - 0 | Šibenik       | 95 - 76  | 87 - 65 | -       |
| Zadar           | 2 - 1 | Dinamo-Zagreb | 76 - 77  | 80 - 62 | 90 - 65 |
| Cibona          | 2 - 0 | Furnir        | 102 - 62 | 93 - 76 | -       |

#### Semifinal
| Time 1 | Série | Time 2          | 1º Jogo | 2º Jogo | 3º Jogo |
| ------ | ----- | --------------- | ------- | ------- | ------- |
| Split  | 2 - 0 | Cedevita Junior | 90 - 67 | 86 - 68 | -       |
| Zadar  | 2 - 0 | Cibona          | 85 - 70 | 85 - 82 | -       |

#### Final
| Time 1 | Série | Time 2 | 1º Jogo | 2º Jogo | 3º Jogo | 4º Jogo | 5º Jogo |
| ------ | ----- | ------ | ------- | ------- | ------- | ------- | ------- |
| Split  | 0 - 3 | Zadar  | 74 - 85 | 84 - 94 | 62 - 99 | -       | -       |

## Campeões
| HT Premijer Liga 2022-23 Campeões |
| --------------------------------- |
| KK Zadar 4º Título                |